# インデックス大阪
もしかして
- インテックス大阪

ではありませんか？